# دانشگاه آمریکایی دبی
دانشگاه آمریکایی دبی (به انگلیسی: American University in Dubai)، دانشگاهی آمریکایی است که در سال ۱۹۹۵ میلادی در شهر دبی در امارات متحده عربی تأسیس شد. این دانشگاه به تمامی افراد متقاضی اعم از اماراتی وغیر اماراتی اجازه تحصیل با استانداردهای آمریکایی را می‌دهد.
در سال تحصیلی ۲۰۱۲-۲۰۱۳ حدود ۳٬۰۰۰ دانشجو از بیش از ۱۰۰ کشور دنیا در این دانشگاه در حال تحصیل بوده‌اند. 
دروس دانشگاهی در این دانشگاه به زبان انگلیسی تدریس می‌شوند.